# Minglanilla (kommun i Spanien, Kastilien-La Mancha, Provincia de Cuenca, lat 39,50, long -1,56)
Minglanilla är en kommun i Spanien.   Den ligger i provinsen Provincia de Cuenca och regionen Kastilien-La Mancha, i den centrala delen av landet, 210 km sydost om huvudstaden Madrid. Antalet invånare är 2 696.